# Irgeň (vesnice)
Irgeň (rusky Иргень) je vesnice v Čitském rajónu Zabajkalského kraje Ruské federace.

## Geografie a doprava
Vesnice Irgeň leží 93 km západně (po silnici) od města Čita, na levém břehu řeky Chilok, 1 km od břehu jezera Irgeň.

## Historie
Roku 1653 zde Pjotr Ivanovič Beketov založil Irgeňský ostroh, jeden z prvních v Zabajkalsku. Roku 1655 ostroh dobyli a spálili Evenkové, po dvou letech ho Rusové obnovili. Po změně obchodní cesty a jejím přesunu k Jeravninskému a Telembinskému ostrohu byl ostroh začátkem 18. století zrušen. Na místě zůstala vesnice.